# 恵美秀彦
恵美 秀彦（えみ ひでひこ、1986年2月2日 - ）は、日本の俳優。

## 人物
趣味はDJ、スケボー、バイク、読書、水泳。

## 出演

### 映画
- ふたりエッチ (2011年6月)– 松崎光一郎役
- セカンドバージン (2011年9月)-社員役
- 恋の罪 （2011年11月園子温監督作品）-ボーイ役
- ふたりエッチ セカンドキッス(2011年12月)-松崎光一郎役
- ふたりエッチ ラブフォーエバー(2012年5月)-松崎光一郎役

### TV
- 月の恋人〜Moon Lovers〜（2010年5月フジテレビ）-スタイリスト役
- GOLD（2010年7月フジテレビ） - 不良青年役
- 奇跡ゲッターブットバース!（2011年4月TBS）-スタイリスト役
- 幸せになろうよ（2011年6月フジテレビ）-バーテンダー役
- ここが噂のエルパラシオ(2011年11月テレビ東京) -不良高校生役
- 私が恋愛できない理由（2011年12月フジテレビ）-スターライツ社員尾形役
- ラッキーセブン（2012年1月フジテレビ）-闇格闘場の客役
- クローバー(2012年4月テレビ東京) -華咲高校2年生役
- リッチマン・プアウーマン（2012年8月フジテレビ）-合コンメンバー役
- D×TOWN痕跡や(2012年9月テレビ東京) -黄金町のアーティスト役
- 結婚しない（2012年10月フジテレビ）-合コンメンバー役
- 最高の離婚（2013年2月フジテレビ）-菜那の彼氏役
- ラスト♡シンデレラ（2013年4月フジテレビ）-バーテンダー役・志麻に絡む若者役
- Oh,My Dad!!（2013年7月フジテレビ）-TV局ディレクター原田役

### CM
- Yahoo! JAPAN (2011年2月)
- スルガ銀行 ダイレクトワン(2012年5月-)

### オリジナルビデオ
- 『out side seven』 -不良高校生役
- 『わが凶状半生』(2010年4月GPミュージアムソフト) -暴走族リョウタ役
- 『裏探偵 凛子 黒い誘惑』(2010年6月アタッカーズ)  -王 芸謀役
- 『池袋ヤンキー戦争』(2010年10月城定秀夫監督：GPミュージアムソフト)-隼人役
- 『忘れられない、あの夏』(2011年2月)-ライバル俳優役
- 『吸血ガールズ』(2011年6月)-ホスト役
- 『六本木ヤンキー戦争』（2012年7月）-春日役
- 『戦慄ショートショート コワバナ 恐噺 スタジオの恐い話』(2012年8月)-カメラマン役
- 『コワバナJ 放課後の怪談4「トイレの紙さま」（2013年1月）-高校教師役

### プロモーションビデオ
- JYONGRI 「Winter Love Story」（2008年）
- 音楽PV　神門「信信」（2011年）
- 店頭PV　HONDA  (2011年)

### 舞台
- 『ニセモノニンゲン(仮)』（2008年6月、ラゾーナ川崎プラザソル） 主役 堅太郎役
- 『A!MAZE』（2008年10月、ラゾーナ川崎プラザソル） 魔属ミノタウロス役
- 『幽霊レストラン』 (2009年1月、笹塚ファクトリー) コック健二役
- 『80日間世界一周と三ヵ月』 (2009年3月、ラゾーナ川崎プラザソル) 騎士ダージリン役
- 『ユメミソウ』（2009年11月、銀座小劇場）デザイナーりょう役
- 『伍〜five〜』（2009年12月、ラゾーナ川崎プラザソル）陰陽師失若丸役
- 『沈まない夕陽』(2010年3月、笹塚ファクトリー)キャンサーサポート職員役